# Vorderer Zinggenstock
Der Vordere Zinggenstock (im Dialekt und daher auch auf der Landeskarte Vorder Zinggenstock und Vordre Zinggenstock (so auch auf Wikidata); früher auch Zinkenberg) ist ein 2921 m ü. M. hoher Berg in den Berner Alpen. Er befindet sich im UNESCO-Weltnaturerbe «Schweizer Alpen Jungfrau-Aletsch», im Naturschutzgebiet Grimsel und im Landschaftsschutzgebiet «Berner Hochalpen und Aletsch-Bietschhorn-Gebiet (nördlicher Teil)» des Bundesinventars der Landschaften und Naturdenkmäler von nationaler Bedeutung (BLN).

## Geografie
Der Berg liegt im Gebiet der Gemeinde Guttannen im Kanton Bern. An seinem fast zwei Kilometer langen Ostgrat endet die etwa acht Kilometer lange Bergkette des Aarmassivs, die im Westen am Oberaarhorn (3631 m ü. M.) beginnt und über gezackte Grate und die Gipfel des Grunerhorns (3437 m ü. M.), des Scheuchzerhorns (3455 m ü. M.), der zwei Tierberge, die Zinggenlücke und den Hinteren Zinggenstock verläuft. Die auf beiden Seiten steil abfallende Bergreihe trennt das Oberaartal im Süden vom vergletscherten Tal mit dem Quellgebiet der Aare im Norden. Südlich des Vorderen Zinggenstocks liegt, 600 Meter tiefer als der Berggipfel, der künstliche Oberaarsee, eine Anlage der Kraftwerke Oberhasli (KWO). Unter der Staumauer, die im Talengnis südöstlich des Vorderen Zinggenstocks steht, fliesst das spärliche Restwasser des Oberaarbachs durch eine Schlucht nach Norden zum 400 Meter weiter unten liegenden Grimselsee, der ebenfalls zum KWO-System gehört. Das westliche Ende des Grimselsees, in den dort die junge Aare mündet, liegt nördlich des Vorder Zinggenstocks.
Beim Bau der Grimselstaumauer um 1930 lag die Aarequelle beim Gletschertor des Unteraargletschers noch im mittleren Unteraartal nordöstlich des Zinggenstocks nahe der Unteraar- oder Ghälteralp. Rund ein Jahrhundert später ist die Eisfront des stark abschmelzenden Gletschers um etwa drei Kilometer zurückgewichen und befindet sich inzwischen sogar schon weiter im Westen als der Hintere Zinggenstock. Der offene Lauf der Aare ist damit ebenfalls um drei Kilometer länger geworden. Im neu ausgeaperten Gebiet am Nordfuss des Berges erstreckt sich über eine Fläche von etwa zwei Quadratkilometern ein ausgedehntes, strukturiertes Gletschervorfeld mit einer ausserordentlich reichen Moor- und Pioniervegetation.
Die 1000 Meter hohe Nordwand des Berges über dem Gletschervorfeld heisst mundartlich «Aarwang» und im östlichen Abschnitt «Zinggewang». Die Südflanke wird «Grosswang» genannt. Beim Höchststand der Gletscher im Eiszeitalter bedeckte das Eis die Bergflanken auf allen Seiten bis fast zu den höchsten Gipfelpartien. Die Felswände erhielten bei der über viele hunderttausend Jahre dauernden Vergletscherung abgeschliffene, gerundete Formen. Noch im 19. Jahrhundert lag im nördlichen Felsenkessel zwischen dem Hinteren und dem Vorderen Zinggenstock ein Hanggletscher, der den Unteraargletscher erreichte. Heute fliessen in Rinnen  Wildbäche zum Oberaarsee, zum Oberaarbach und zur Aare hinunter. An mehreren Stellen am Berg und am Hangfuss liegt Bergsturzmaterial und Moränenschutt.
Von der Oberaarstaumauer führt ein Pfad auf den östlichen Vorgipfel (2624 m ü. M.) des Vorderen Zinggenstocks. Die Kuppe bietet eine weite Aussicht über die Grimsellandschaft. Der «Oberaarhüttenweg» am nördlichen Seeufer dient als Zugang zum Oberaargletscher und zur Oberaarjochhütte.

## Vegetation
Am Hangfuss des markanten Bergstocks hat sich nach dem Eiszeitalter eine je nach topografischer Lage ganz unterschiedliche Vegetation entwickelt. Auf der Nord- und der Südseite des Vorder Zinggenstocks sind wertvolle Naturlandschaften mit seltenen Pflanzengemeinschaften zu finden. Im Norden der Bergkette, wo das Gletschereis direkt unter dem Schattenhang nur langsam abschmilzt, bedecken Pionierpflanzen und vom Seeufer her Gebüsch mit Erlen und Schweizer Weide das Gelände zwischen den Schuttfächern. Der Bewuchs auf den Schutthalden bei der Oberaarbachmündung ist als kantonales Naturwaldreservat «Grimsel» ausgewiesen.
Im schon lange eisfreien Tälchen des Oberaarbachs östlich des Zinggenstocks liegt über dem Erlen- und Grauweiden-Gestrüpp am Grimselsee Bergrasen, der früher als Alpweide genutzt wurde. Die Grauweide kommt am Zinggenstock bis auf 2250 m ü. M. vor.
Unter dem sonnigen Südhang wächst auf dem sanft zum Oberaarsee abfallenden, von Moränen durchzogenen Gelände auf guten Böden und in Feuchtgebieten eine vielfältige Alpenflora. Bis zum Bau der Staumauer war die Gegend mit dem Gletschervorfeld des Oberaargletschers ein Weidegebiet der ehemaligen Oberaaralp. Am Nordufer des Oberaarsees sind Flächen mit Krummseggenrasen, Borstgrasmatten, Hangmooren, Haarbinsensümpfen, Quellfluren, Wacholder- und Besenheidebeständen und Schneetälchenvegetation erhalten geblieben. Das Feuchtgebiet ist der höchste Standort von sphagnum compactum im Grimselgebiet. Felsplatten und Sturzblöcke sind von Flechten besiedelt.

## Mineralienfundort
Der Vordere Zinggenstock ist ein seit dem 18. Jahrhundert bekannter Fundort verschiedener Mineralien, wo vor allem zahlreiche grosse Quarzkristalle entdeckt wurden. 1719 öffneten Strahler am Nordhang des Berges eine besonders ergiebige Zerrkluft mit sehr vielen grossen Kristallgruppen, die heute zu den bedeutendsten Exemplaren in der erdwissenschaftlichen Sammlung des Naturhistorischen Museums Bern gehören. Von der Fundstelle über dem Unteraargletscher besitzt das Kunstmuseum Bern ein 1775 entstandenes Landschaftsgemälde von Caspar Wolf. 2019 wurde die Höhle archäologisch untersucht. In der sogenannten Rufibachkluft wurde unter anderem auch Fluorit gefunden. Eine Stelle südwestlich des Berges ist der einzige Fundort von Descloizit in der Schweiz.